# Гуанчжоу-Байюнь (аеропорт)
Міжнародний аеропорт Гуанчжоу-Байюнь (IATA: CAN, ICAO: ZGGG) є головним аеропортом Гуанчжоу, столиці провінції Гуандун, КНР. Обидва коди аеропорту були успадковані від колишнього аеропорту Байюнь, а кодований код IATA походить від історичної романізації Гуанчжоу — Кантон. Аеропорт Байюнь слугує центром для China Southern Airlines, FedEx Express, 9 Air, Hainan Airlines та Shenzhen Airlines.
У 2017 році Міжнародний аеропорт Гуанчжоу-Байюнь став третім найбільш завантаженим аеропортом у Китаї та тринадцятим у світі за кількістю пасажирських перевезень з 65 806 977 пасажирами. Що стосується вантажних перевезень, то аеропорт був найзавантаженішим у Китаї та 19-м найзавантаженішим у всьому світі. Аеропорт Байюнь також був найбільш завантаженим аеропортом у Китаї з точки зору руху літальних апаратів.

## Огляд

### 1932—2004
Старий аеропорт Байюнь відкрився в 1932 році. Через розширення Гуанчжоу аеропорт не міг розширюватися, щоб задовольнити потреби пасажирів, оскільки будівлі оточили аеропорт. 5 серпня 2004 року відкрився новий аеропорт Байюнь, а старий аеропорт був закритий.

### З 2004 року
Новий аеропорт розташований у районі Байюнь, Гуанчжоу та районі Хуаду, і його було відкрито 5 серпня 2004 року як заміна для 72-річного, ідентично названого колишнього аеропорту, який зараз закритий. Новий аеропорт побудований за ціною 19,8 млрд. юанів, розташований за 28 км на північ від центру Гуанчжоу і майже в п'ять разів більше, ніж його попередник. «Baiyun» (白云) означає «біла хмара» на китайській мові і походить від гори Байюнь (Baiyunshan), поблизу колишнього аеропорту, не дивлячись на те, що гора набагато ближче до центру Гуанчжоу, ніж до нового аеропорту. Він також називається «New Baiyun», щоб відрізнити його від попереднього аеропорту, але це не є частиною офіційної назви.
Після введення в експлуатацію Міжнародного аеропорту Байюнь, він подолав більшість проблем, пов'язаних із старим та застарілим аеропортом, включаючи обмежений простір, переповненість та відсутність можливості для розширення. [джерело?] Колишні комендантські години та обмеження не застосовувались до нового аеропорту, тому він міг працювати 24 години на добу, що дозволило China Southern Airlines максимізувати використання міжконтинентального маршруту з перельотами на ніч. Інші авіакомпанії також отримують користь від скасування попередніх обмежень.

## Авіалінії та напрямки на листопад 2018

### Пасажирські

Країни, до яких є прямі перельоти з Байюнь

| Авіакомпанія                                     | Пункт призначення |
| ------------------------------------------------ | --- |
| 9 Air                                            | Чанчунь, Далянь, Гуйянь, Хайкоу, Хайлар, Харбін, Ланчьчжоу, Мандалай, Нанцін, Нінгбо, Сіануквіль (поччинається 15 січня 2019), Шейнянь, Тяанцзинь, Урумчі, Веньчжоу, Вуксі, Сяньян, Янгон, Чженьчжоу |
| Аерофлот                                         | Москва-Шереметьєво |
| Air China                                        | Пекін-Столичний, Ченду, Чунцін, Дачжоу, Гуанг'юань, Ганьчжоу, Гоххот, Лучжоу, Нінгбо, Шанхай-Хоньцяо, Шанхай-Пудун, Тяаньцзинь, Тонгхуа, Урумчі, Ваньчжоу, Веньчжоу, Вухань, Юньчень |
| Air France                                       | Париж-Шарль де Голль |
| Air Madagascar                                   | Антананаріву, Реюньйон |
| AirAsia                                          | Джохор-Бахру, Кота-Кінабалу, Куала-Лумпур-Міжнародний, Лангкаві |
| All Nippon Airways                               | Токіо-Ганеда, Токіо-Наріта |
| Asiana Airlines                                  | Бусан, Сеул-Інчхон |
| Bangkok Airways                                  | Кох-Самуї |
| Beijing Capital Airlines                         | Ченду, Ганьчжоу, Харбін, Гоххот, Ліцзян, Їчуан, Чженьчжоу |
| Cambodia Angkor Air                              | Пномпень |
| Dragonair                                        | Гонконг |
| Cebu Pacific                                     | Маніла |
| Chengdu Airlines                                 | Ченду |
| China Airlines                                   | Тайбей-Таоюань |
| China Eastern Airlines                           | Бангкок-Суварнабхумі, Баошань, Пекін-Столичний, Себу, Чаньчун, Чаньчжоу, Ченду, Далі, Датонь, Ганьчжоу, Хефей, Хуайан, Цхяюгуань, Цзінан, Крабі, Куньмін, Lanzhou, Лаоаг, Ліцзян, Люліан, Мандалай, Мангші, Нанчан, Нанцін, Нінгбо, Ордос, Ціндао, Тайюань, Тайчжоу, Урумчі, Вейхай, Венчжоу, Вухань, Шанхай-Хонцяо, Шанхай-Пудун, Вусі, Сяньян, Сішуанбаньна-Гаса, Їчан, Їчуань |
| China Southern Airlines                          | Аделаїда, Амстердам, Анцін, Аншань, Окленд, Байшань, Баку, Бангкок-Суварнабхумі, Бейхай, Пекін-Столичний, Біцзє, Брисбен, Бусан, Кернс, Чанг-Маї, Чаньчун, Чанде, Чанша, Чаньчжі, Чаньчжоу, Ченду, Чічжоу, Чунцін, Крістчерч, Коломбо-Бандаранайке, Далі, Далянь, Да-Нан, Даочен, Аеропорт Дацін Сарту, Делі, Денпасар-Балі, Дакка, Дубай-Міжнародний, Еньші, Фуянь, Фучжоу, Ганьчжоу, Гуйян, Хайкоу, Хайлар, Хандан, Ганчжоу, Ханой, Харбін, Хефей, Хошимін, Гоххот, Хуаншан, Джакарта-Сукарно-Хатта, Цзямуси, Цзєянг, Цзінань, Цзіньганьшань, Цзінін, Цзіньчжоу, Цзісі, Karamay, Кашгар, Катманду, Кота-Кінабалу, Куала-Лумпур-Міжнародний, Куньмін, Лахор, Ланькаві, Ланьчжоу, Лхаса, Ляньюнань, Libo, Ліцзянь, Лінфен, Люпаншуї, Лондон-Хітроу, Лос-Анджелес, Луоянь, Мале, Маніла, Мейсян, Мельбурн, Мехіко, Мяньян, Москва-Шереметьєво, Муданцзян, Нагоя-Центейр, Найробі-Кеніятта, Наньчан, Нанчун, Наньцзін, Наннінь, Наньян, Нью-Йорк-Кеннеді, Нха-Транг, Нінгбо, Ньїньчі, Ордос, Кансай, Париж-Шарль де Голль, Пінанг, Перт, Пномпень, Пхукок, Пхукет, Ціндао, Ціцікар, Річжао, Рим-Фіумічіно, Сакраменто (починається 1 червня 2019), Сан-Франциско, Санья, Сеул-Інчхон, Шанхай-Хонцяо, Шанхай-Пудун, Шеньян, Шіцзячжуань, Сіємреап, Сінгапур, Сідней, Тайбей-Таоюань, Тайюань, Тяаньцзинь, Токіо-Ганеда, Тонляо, Тонгрен, Торонто-Пірсон, Турпан, Урумчі, Ванкувер, Вьєньтьян, Веньчжоу, Вухань, Вусі, Сямен, Сяньян, Сяньян, Січан, Сіньї, Сінінь, Сіньчжоу, Сучжоу, Янан, Янчен, Янгон, Яньчжоу, Янтай, Яньцзі, Їчан, Їчун, Їньчуань, Їву, Юлінь, Чжаньцзяцзє, Чжаньцзянь, Чженьчжоу, Зуньї-Сіньчжоу Сезонний: Цзецзу, Фукуока |
| China Southern Airlines керує Chongqing Airlines | Чунцін |
| China United Airlines                            | Пекін-Наньюань, Шіянь |
| EgyptAir                                         | Каїр |
| Emirates                                         | Дубай-Міжнародний |
| Ethiopian Airlines                               | Аддис-Абеба |
| EVA Air                                          | Тайбей-Таоюань |
| Finnair                                          | Сезонний: Гельсінкі |
| Garuda Indonesia                                 | Денпасар-Балі, Джакарта-Сукарно-Хатта |
| GX Airlines                                      | Бейс, Чанша |
| Hainan Airlines                                  | Пекін-Столичний, Ченде, Ченду, Чунцін, Дананг, Далянь, Хайкоу, Ганьчжоу, Ханой, Харбін, Хефей, Цзіньчжоу, Ланьчжоу, Наньцін, Нха-Транг, Нінгбо, Пномпень (призупинено), Ціндао, Цінкуандао, Саньмін, Санья, Шанхай-Хонцяо, Шанхай-Пудун, Шеньян, Шіцзячжуань, Сіємреап (призупинено), Тайбей-Таоюань, Тайюань, Таншан, Тель-Авів-Бен-Гуріон, Тяаньцзинь, Тонрен, Урумчі, Вейфан, Веньчжоу, Вухай, Сяньян, Їньчуань, Чжаньцзякоу, Чженьчжоу |
| Hebei Airlines                                   | Шіцзячжуань |
| Japan Airlines                                   | Токіо-Ганеда |
| JC International Airlines                        | Сіануквіль |
| Jetstar Pacific Airlines                         | Ханой, Хошимін |
| Juneyao Airlines                                 | Ліцзян, Шанхай-Хонцяо |
| Kenya Airways                                    | Бангкок-Суварнабхумі, Найробі-Кеніятта |
| Korean Air                                       | Сеул-Інчхон |
| Kunming Airlines                                 | Куньмін |
| Lanmei Airlines                                  | Пномпень |
| Lao Airlines                                     | Вьєньтьян |
| Loong Air                                        | Ганьчжоу, Харбін, Шеньян, Чнтай |
| Lucky Air                                        | Куньмін |
| Mahan Air                                        | Тегеран-Хомейні |
| Malaysia Airlines                                | Куала-Лумпур-Міжнародний |
| Malindo Air                                      | Кота-Кінабалу, Куала-Лумпур-Міжнародний |
| Myanmar Airways International                    | Янгон |
| Okay Airways                                     | Тяаньцзинь |
| Oman Air                                         | Маскат |
| Philippine Airlines                              | Маніла Чартер: Калібо |
| Philippines AirAsia                              | Маніла |
| Qatar Airways                                    | Доха |
| S7 Airlines                                      | Іркутськ (починається 19 грудня) |
| Saudi Arabian Airlines                           | Джидда, Ер-Ріяд |
| Scoot                                            | Сінгапур |
| Shandong Airlines                                | Цзінан, Ціндао, Вуїшань, Янтай, Сямен |
| Shenzhen Airlines                                | Бангкок-Суварнабхумі, Чаньчун, Чаньчжоу, Ченду, Чунцін, Далянь, Хайкоу, Харбін, Хефей, Цзінан, Цзіньдечжень, Ганьчжоу, Куньмін, Ліньї, Наньчан, Наньцзін, Нантон, Нінгбо, Пномпень, Пхукет, Ціндао, Цуаньчжоу, Шанхай-Хонцяо, Шеньян, Тайчжоу, Теньчон, У-Тапао-Паттая, Веньчжоу, Вусі, Сяньян, Янчжоу, Їбін, Їчунь, Їчуань, Чжоушань |
| Sichuan Airlines                                 | Ченду, Чунцін, Дананг, Хайфон, Ганьчжоу, Харбін, Крабі, Куньмін, Сайпан, Сурат-Тхані, Їчуань |
| Singapore Airlines                               | Сінгапур |
| Spring Airlines                                  | Бангкок-Суварнабхумі, Чіанг-Маї, Пномпень, Пхукет, Шанхай-Хонцяо, Шіцзячжуань, Сіємреап |
| Sriwijaya Air                                    | Чартер: Денпасар-Балі |
| Thai AirAsia                                     | Бангкок-Донмианг |
| Thai Airways International                       | Бангкок-Суварнабхумі |
| Thai Lion Air                                    | Бангкок-Донмианг, Чіанг-Маї |
| Thai Smile                                       | Бангкок-Суварнабхумі |
| Tianjin Airlines                                 | Тяаньцзинь |
| Turkish Airlines                                 | Стамбул-Ататюрк (закінчується 31 грудня 2018), Стамбул-Новий (починається 1 січня 2019) |
| Uni Air                                          | Каосьюн, Тайчун |
| US-Bangla Airlines                               | Дакка |
| Vietnam Airlines                                 | Дананнг, Ханой, Хошимін |
| West Air                                         | Чунцін |
| Xiamen Air                                       | Фучжоу, Ганьчжоу, Цуаньчжоу, Тяаньцзинь, Сямен |

### Вантажні
| Авіакомпанія           | Пункт призначення |
| ---------------------- | --- |
| All Nippon Airways     | Окінава, Токіо-Наріта |
| Asiana Airlines        | Сеул-Інчхон |
| China Airlines         | Тайбей-Таоюань |
| China Postal Airlines  | Нанцін, Шанхай-Хонцяо |
| China Southern Cargo   | Амстердам, Чикаго-О'Хара, Чунцін, Дакка, Франкфурт-на-Майні, Ханой, Хошимін, Лондон-Станстед, Лос-Анджелес, Париж-Шарль де Голль, Ціндао, Тайбей-Таоюань, Відень, Чженьчжоу |
| Ethiopian Airlines     | Осло-Гардермуен |
| Emirates SkyCargo      | Дубай-Аль-Мактум |
| Etihad Airways         | Абу-Дабі, Читтагонг |
| FedEx Express          | Алмати, Анкоридж, Бангалор, Бангкок-Суварнабхумі, Себу, Ченду, Кларк, Кельн-Бонн, Делі, Дубай-Міжнародний, Франкфурт, Ханой, Хошимін, Джакарта-Сукарно-Хатта, Куала-Лумпур-Міжнародний, Маніла, Мумбаї, Кансай, Париж-Шарль де Голль, Пінанг, Сеул-Інчхон, Шанхай-Пудун, Сінгапур, Сідней, Токіо-Наріта |
| Korean Air             | Сеул-Інчхон |
| Lufthansa Cargo        | Чунцін, Делі, Франкфурт-на-Майні, Красноярськ |
| MASkargo               | Куала-Лумпур-Міжнародний |
| Qatar Airways          | Доха |
| Saudi Arabian Airlines | Бангкок-Суварнабхумі, Брюссель, Ер-Ріяд |
| SF Airlines            | Пекін-Столичний, Вухань, Чженьчжоу |
| Turkish Airlines Cargo | Алмати, Бішкек, Стамбул-Ататюрк (закінчується 31 грудня 2018), Стамбул-Новий (починається 1 січня 2019) |
| Yangtze River Express  | Дакка, Ганьчжоу, Наннін, Тайбей-Таоюань, Сямен |